# Kaldırım, Çelebi
Kaldırım là một xã thuộc huyện Çelebi, tỉnh Kırıkkale, Thổ Nhĩ Kỳ. Dân số thời điểm năm 2010 là 98 người.